# Carrer de Can Sala
El Carrer de Can Sala és una via pública de Subirats (Alt Penedès) inclosa a l'Inventari del Patrimoni Arquitectònic de Catalunya.

## Descripció
Carrer de cases entre mitgeres, de construcció en una única fase, compostes de planta baixa i pis, i coberta de teula àrab a dues aigües. Generalment de dues crugies i pocs elements decoratius, estan adaptades a l'ús agrícola.

## Història
L'origen del carrer se situa al segle xviii. Són les cases dels treballadors vinguts de fora que tenen contractes censals i de rabassa morta amb l'antiga masia de Can Cartró. És l'època d'expansió demogràfica i agrícola de la repoblació de la vinya.